# Chelsea Charms
Chelsea Charms (Twin Cities, Minnesota, 1976. március 7. –) a világ legnagyobb mellű nője, és egyben a leghíresebb "Big Boob" modell.
Chelsea még műtetlen melleivel kezdte a pályafutását 1996-ban, mérsékelt sikerrel. 2000-ben megműttette kebleit egy (mára már betiltott) módszerrel, amelynek lényege, hogy a mellbe olyan folyadékot töltenek amely folyamatosan növeli a mellméretet. Ezt az eljárást már az alkalmazásának évében betiltották.
Chelsea-t először a PhotoClubs szerződtette le, majd később számos más cég is szerződést ajánlott neki. Chelsea a felnőtt magazinok állandó szereplője lett. Karrierje csúcsán 2002-ben volt, ám mind a mai napig fotózzák. Melleinek súlya jelenleg 24 kilogramm, de a nem hétköznapi mellimplantátum hatása miatt keblei folyamatos növésben vannak. Melleinek átmérője megközelíti a 200 centimétert.
A híres szobrász és művész Marc Quinn az Ő extrém testét is szoborba öntötte, úgy mint a transzszexuális pornószínésznő Allanah Starr és a szintén transzszexuális Buck Angel testét is. Ekkor vált Charms igazán világhírűvé. Számos rajongója mellett az LMBT társadalom nagy kedvence is.
Kedvenc irói  Ha Jin, Anne Rice és Charles Dickens. Chelsea állítása szerint ezek az írok nagy hatással voltak az életére.
A mellei folyamatosan nőnek, de egyre lassabban, ráadásul Charms szerencséjére a növekedés szimmetrikus. Könnyen előfordulhatott volna az is, hogy nem ugyanannyira irritálja a beültetett műanyag a mellszövetet a két mellben. Hozzátette, ahogy az egész melle, úgy a mellbimbói is megnőttek, és a teste szélei felé húzódtak.
Az Itsynek és Bitsynek, vagyis icinek és picinek keresztelt mellek némi kellemetlenséget azért okoznak gazdájuknak, de Charms azt mondja, egyelőre nem okoz neki gondot az együttélés, még a háta sem fáj. “Hozzá kellett szokni, de tudok aludni az oldalamon és a hátamon [...] A repülőgépek vécéjében viszont alig férek el” – mondta egy műsorban.
Csak azért nem ő a birtokosa a világ legnagyobb melle címnek, mert még sosem mérette meg hivatalosan a melleit, amelyek egyenként nagyjából 12 kilót nyomnak. A cím birtokosa Maxi Mounds, aki 2003-ban elment a Guinness szövetséghez, hogy hivatalossá tegye a mellméretét. Azokon a fotókon viszont, amelyeken Chelsea Charms mellett áll, szinte eltörpülnek Mounds keblei.

## További információ
- Hivatalos oldal
- Chelsea Charms a Facebookon
- Chelsea Charms az Internet Movie Database-ben (angolul)